# Impiccagione, sventramento e squartamento

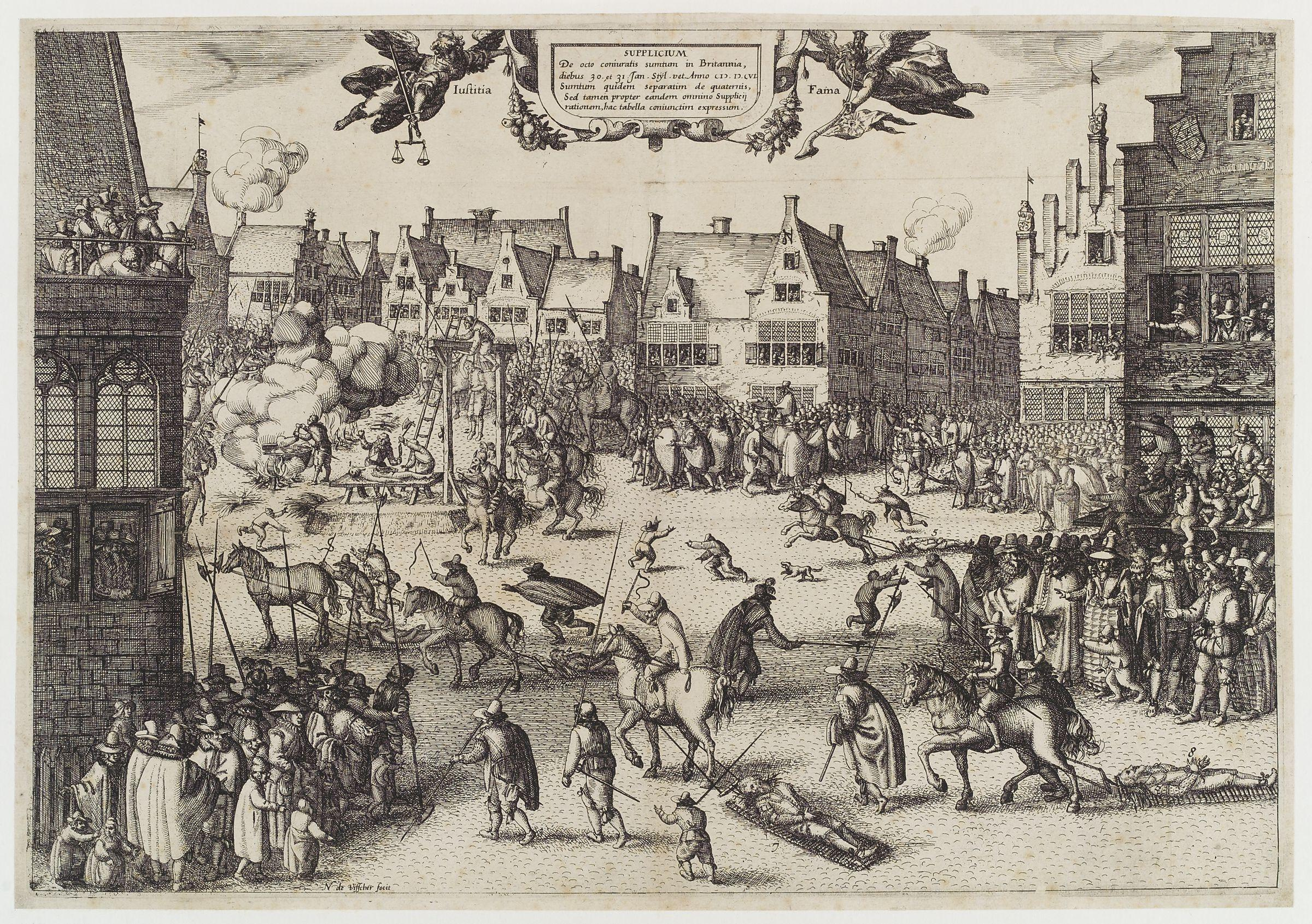
Esempio di Hanged, drawn and quartered (Claes Jansz Visscher)

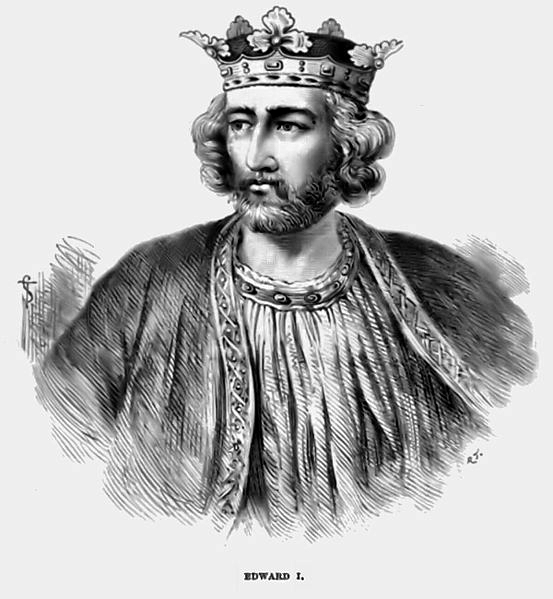
Edoardo I

La combinazione di impiccagione, sventramento e squartamento era una pena capitale alla quale erano condannati i colpevoli di alto tradimento nell'Inghilterra medievale, a partire dai regni di Enrico III d'Inghilterra e di suo figlio Edoardo I d'Inghilterra nel XIII secolo, fino al XIX secolo. In vigore dal 1351 la condanna a essere impiccato, sventrato e squartato (hanged, drawn and quartered in inglese) fu modificata dal Treason Act nel 1814 (con impiccagione fino alla morte), e abolita del tutto nel 1870.

## Storia
La prima volta che le tradizioni hanno evidenziato un supplizio di questo genere, risalgono alle cronache dello storico Matteo Paris, che ha riportato una tale esecuzione eseguita nel 1231 a un ignoto armiger literatus che attentò al re Enrico III. La prima vittima ad avere subito tale pena capitale fu secondo altre fonti, William Maurice nel 1241 o William de Marisco nel 1242. Evidenze da cronache di storici dell'epoca riportano che a utilizzare questa pratica fu sicuramente Re Edoardo I, nel suo tentativo di portare tutta la Gran Bretagna sotto controllo inglese, e asservire all'Inghilterra Scozia e Irlanda, e dopo di lui con Edoardo II ed Edoardo III questa pena diventò la pratica sempre più zelante per qualsiasi occasione in cui si richiedesse una punizione esemplare, con l'accortezza di condannare le donne al rogo poiché per questioni di pubblica decenza non si esibisse la nudità femminile durante le eviscerazioni e gli squartamenti.
Il primo nobiluomo che fu condannato a questa pena fu Dafydd ap Gruffydd nel 1283, reo di essersi proclamato principe del Galles e Lord di Snowdon, rivoltandosi alla regalità. William Wallace nel 1305 fu incoronato di lauro e giustiziato in questo modo a Smithfield. In entrambi questi casi, le parti squartate del corpo furono esposte, a monito, in diverse città del regno. Verso il XV e il XVI secolo Enrico VIII, Elisabetta I e Maria I d'Inghilterra fecero largo uso di tale supplizio, i primi due contro i papisti (al Museo delle Correrie della Grande Certosa, ad esempio, è esposta un'opera raffigurante questo tipo di supplizio inflitto ai certosini inglesi), la terza contro i protestanti, durante il suo fallito tentativo di restaurazione del cattolicesimo in Inghilterra. Il 31 gennaio 1606 furono condannati a tale pena i partecipanti alla congiura delle polveri, fra cui Guy Fawkes, Thomas Wintour e il prete gesuita Henry Garnet. Nel Regno Unito del XVIII secolo tale supplizio era ormai caduto in disuso, ma persisteva ancora nel codice.
Nel 1798 ci fu l'ultima esecuzione con la piena punizione. Nel 1814 il Treason Act approvato dal Parlamento stabilì che il condannato fosse impiccato fino alla morte e che, solo dopo, il resto della punizione fosse applicata al cadavere. Così accadde, grosso modo, nel 1817, presso le prigioni di Derby, dove tre uomini implicati nella cospirazione di Cato Street furono trascinati sul patibolo, impiccati per circa un'ora e decapitati, su ordine del principe reggente. Il boia, però, un inesperto minatore locale, cercò di eseguire la decapitazione con alcuni colpi di ascia e, non riuscendo nel suo scopo, dovette completare il lavoro a fil di coltello. Al 1820 risale l'ultima occasione documentata dove fu usato il supplizio (prigione di Newgate: i condannati furono impiccati e, dopo morti, squartati e decapitati), anche se alcune fonti incerte asseriscono che l'ultima esecuzione con questo metodo sarebbe avvenuta nel 1867. Tre anni dopo, comunque, nel 1870, tale sistema di esecuzione per l'alto tradimento fu ridotto alla sola impiccagione (o alla decapitazione a discrezione del re), e solamente nel 1998, la pena capitale fu abolita in via definitiva.

## Il rituale
In Ungheria, da dove si diffuse anche verso altre parti d'Europa, cominciò a essere utilizzato verso la metà del XIII secolo. Usato per punire i reati ritenuti più gravi, venne eseguito con alcune varianti, a seconda del Paese in cui veniva applicato.

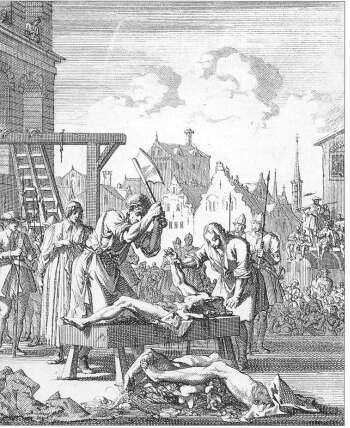
La pratica dello squartamento in un'antica rappresentazione. Metodo inglese

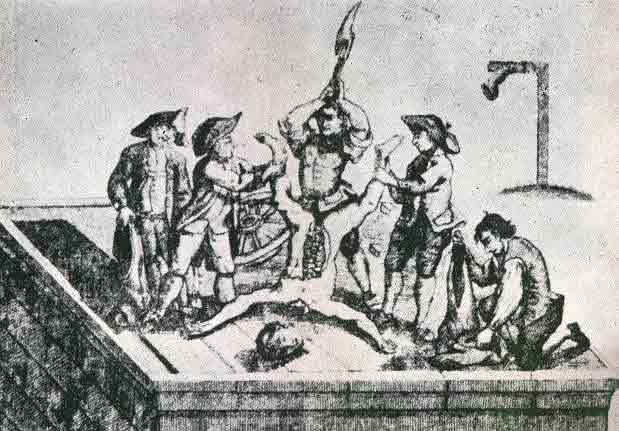
Visione frontale

Per la prassi britannica, la piena punizione prevedeva che il colpevole venisse:
- condotto al luogo dell'esecuzione, in pubblica piazza;
- spogliato nudo e legate le mani dietro la schiena;
- impiccato, ma non fino alla morte;
- castrato con il taglio del pene e dei testicoli;
- eviscerato senza ledere gli organi vitali;
- le parti virili e le interiora bruciati davanti ai suoi occhi;
- decapitato;
- squartato: il suo corpo diviso in quattro parti;
- i quarti del suo corpo appesi in diversi angoli della città;
- la testa conservata nella Torre di Londra.

Il condannato veniva condotto su un carretto al luogo dell'esecuzione, sulla pubblica piazza, in cui era posta una piattaforma di legno, su cui l'attendevano il carnefice e i suoi assistenti. Sulla piattaforma si ergeva il patibolo per l'impiccagione, un tavolaccio di legno per lo squartamento e una pira per bruciare gli organi strappati alla vittima. Il suppliziato era costretto a salire sulla piattaforma, dove veniva spogliato nudo e legate le mani dietro la schiena. Poi, condotto sotto il patibolo, veniva impiccato con il "metodo del nodo corto", in modo che il collo non si rompesse. Prima che sopraggiungesse la morte, veniva prontamente slegato e condotto vivo al tavolo di squartamento. Le mutilazioni venivano praticate in un ordine che rendesse più atroci, per il loro significato e la sofferenza inflitta, quelle eseguite quando il suppliziato era ancora completamente vivo e cosciente.
L'esecuzione del supplizio si iniziava con la castrazione totale del condannato. Mentre gli assistenti gli tenevano ferme gambe e braccia, il carnefice legava una corda ben stretta intorno alla base del pene e dei testicoli del suppliziato, tirandoli in avanti e, con una lama molto affilata, li recideva di netto, alla radice nel corpo. Strappare la virilità a un uomo suppliziato, oltre all'inimmaginabile sofferenza inflitta alla vittima, aveva prima di tutto l'evidente significato di voler privare il suppliziato oltre che della sua dignità di essere umano, che veniva castrato vivo come un animale, anche della sua identità di maschio. Dopo avergli strappato i genitali, il carnefice praticava un taglio nel ventre, aprendolo e estraendone gli intestini, che poneva in una cassetta dalla forma circolare. Il carnefice stava attento a non ledere organi vitali, in modo che il condannato restasse vivo sino al termine del supplizio.
Vicino al tavolaccio di squartamento, veniva accesa una pira e su di essa veniva posto ogni pezzo di organo, cominciando dai genitali, per essere bruciato davanti agli occhi del suppliziato, ancora vivo. Quando il suppliziato era completamente eviscerato ma ancora vivo, il carnefice lo liberava dalle atroci sofferenze del supplizio, tagliandogli la testa. Eseguita la decapitazione, procedeva infine allo squartamento del corpo. Gli assistenti afferravano le gambe del suppliziato, divaricandole e sollevandone il corpo un po' in alto, come si vede nella visione frontale dell'esecuzione, riportata nell'immagine, quindi il carnefice con un'ascia lo divideva in quattro parti. Prima tagliandolo verticalmente dal centro dell'inguine, tra le due cosce, fino al collo, lo divideva in due metà. Poi queste due parti le divideva orizzontalmente, all'altezza del ventre, in altre due metà. I quattro pezzi del suo corpo in ognuno dei quali era presente una delle quattro membra, gambe o braccia, venivano esposti, legati per una delle membra, in diversi punti della città, scelti dal re.
Questo tipo di supplizio fu utilizzato principalmente per i colpevoli dei reati all'epoca considerati i più gravi, come il tradimento - inclusa come tale, dopo la nascita dell'Anglicanesimo, l'appartenenza alla religione cattolica (al Museo della Correrie della Grande Certosa è esposta un'opera raffigurante questo tipo di supplizio inflitto ai certosini inglesi) - la ribellione, o l'offesa della persona del re. Era riservato ai comuni sudditi, mentre i nobili venivano di regola decapitati. Le donne, a cui veniva risparmiato questo supplizio, per evitare loro di essere esposte nude sulla pubblica piazza e di subire queste atroci mutilazioni non consone alla loro natura, oltre che per motivi di decenza, venivano in genere condannate al rogo. Unica eccezione era l'Isola di Man, in cui le donne accusate della forma più grave di tradimento, detta treason, non venivano risparmiate a questo supplizio e venivano squartate pubblicamente. L'esposizione in pubblico venne abolita in Inghilterra nel 1843.
Il termine "squartamento" si riferisce anche alla sola pratica della divisione del cadavere di un impiccato con successiva esposizione, pena accessoria prevista per i condannati per reati considerati meno gravi, ma comunque riprovevoli.

## Letteratura
L'opera Enrico V di William Shakespeare tratta della scoperta di un piano francese per uccidere re Enrico V prima che salpasse per la Francia. Due dei cospiratori (Enrico, Lord Scroop di Masham, e Riccardo, Conte di Cambridge) erano nobili e vennero decapitati; Thomas Grey, Cavaliere di Northumberland, venne "sventrato e squartato".